# Редовне линије Аерофлота
Ово је списак свих одредишта до којих Руска авио-компанија Аерофлот лети на својим редовним линијама. Стање од јуна 2012  Архивирано на веб-сајту  (25. април 2012).

## Азија
- Азербејџан
  - Баку (Аеродром Баку)
- Вијетнам
  - Ханој (Аеродром Ханој)
- Индија
  - Делхи (Аеродром Индира Ганди)
- Јапан
  - Токио (Аеродром Нарита)
- Јерменија
  - Јереван (Аеродром Јереван)
- Јужна Кореја
  - Сеул (Аеродром Инчеон)
- Кина
  - Пекинг (Аеродром Пекинг)
  - Хонгконг (Аеродром Хонгконг)
  - Шангај (Аеродром Пудонг)
- Киргистан
  - Бишкек (Аеродром Бишкек)
- Монголија
  - Улан Батор (Аеродром Џингис-кан)
- Тајланд
  - Бангкок (Аеродром Суварнабуми)
- Узбекистан
  - Ташкент (Аеродром Ташкент)

## Африка
- Ангола
  - Луанда (Аеродром Луанда)

- Египат
  - Каиро (Аеродром Каиро)
  - Хургада (Аеродром Хургада)

## Блиски исток
- Израел
  - Еилат (Аеродром Овда)

- Иран
  - Техеран (Аеродром Мехрабад)

- Либан
  - Бејрут (Аеродром Бејрут)

- Сирија
  - Дамаск (Аеродром Дамаск)

- Уједињени Арапски Емирати
  - Дубаи (Аеродром Дубаи)

## Европа
- Аустрија
  - Беч (Аеродром Беч)
  - Инзбрук (Аеродром Инзбрук)
  - Салцбург (Аеродром Салцбург)

- Белгија
  - Брисел (Аеродром Брисел)

- Бугарска
  - Софија (Аеродром Софија)

- Грчка
  - Атина (Аеродром Елефтериос Венизелос)

- Данска
  - Копенхаген (Аеродром Каструп)

- Италија
  - Венеција (Аеродром Венеција)
  - Милано (Аеродром Малпенса)
  - Рим (Аеродром Леонардо да Винчи)

- Кипар
  - Ларнака (Аеродром Ларнака)

- Летонија
  - Рига (Аеродром Рига)

- Мађарска
  - Будимпешта (Аеродром Будимпешта)

- Немачка
  - Берлин (Аеродром Шонефелд)
  - Диселдорф - Међународни аеродром Диселдорф
  - Дрезден (Аеродром Дрезден)
  - Минхен (Аеродром Минхен)
  - Франкфурт (Аеродром Франкфурт)
  - Хамбург (Аеродром Хамбург)
  - Хановер (Аеродром Хановер)

- Норвешка
  - Осло (Аеродром Гардермонен)

- Пољска
  - Варшава (Аеродром Варшава)

- Румунија
  - Букурешт (Аеродром Отопени)

- Русија
  - Астрахан (Аеродром Астрахан)
  - Барнаул (Аеродром Барнаул)
  - Владивосток (Аеродром Владивосток)
  - Волгоград (Аеродром Волгоград)
  - Екатеринбург (Аеродром Екатеринбург)
  - Иркутск (Аеродром Иркутск)
  - Јужно-Сахалинск (Аеродром Јужно-Сахалинск)
  - Калињинград (Аеродром Калињинград)
  - Кхалаборск (Аеродром Кхалаборск)
  - Кемерово (Аеродром Кемерово)
  - Краснодар (Аеродром Краснодар)
  - Краснојарск (Аеродром Краснојарск)
  - Магадан (Аеродром Магадан)
  - Москва (Аеродром Шереметјево) Хаб
  - Нижневартовск (Аеродром Нижневартовск)
  - Новосибирск (Аеродром Новосибирск)
  - Нориљск (Аеродром Алыкель)
  - Омск (Аеродром Омск)
  - Петропавловск-Камчатски (Аеродром Петропавловск-Камчатски)
  - Самара (Аеродром Самара)
  - Санкт Петербург (Аеродром Санкт Петербург)
  - Сочи (Аеродром Сочи)
  - Сургут (Аеродром Сургут)
  - Тјумен (Аеродром Тјумен)
  - Уфа (Аеродром Уфа)

- Словачка
  - Братислава (Аеродром Братислава)

- Србија
  - Београд (Аеродром Никола Тесла)

- Турска
  - Анталија (Аеродром Анталија)
  - Истанбул (Аеродром Ататурк)

- Украјина
  - Кијев (Аеродром Бориспил)
  - Симферопољ (Аеродром Симферопољ)

- Уједињено Краљевство
  - Лондон (Аеродром Хитроу)

- Финска
  - Хелсинки (Аеродром Хелсинки)

- Француска
  - Ница (Аеродром Ница)
  - Париз (Аеродром Шарл де Гол)

- Холандија
  - Амстердам (Аеродром Схипхол)

- Хрватска
  - Загреб (Аеродром Загреб)
  - Сплит (Аеродром Сплит)

- Чешка
  - Карлове Вари (Аеродром Карлове Вари)
  - Праг (Аеродром Праг)

- Швајцарска
  - Женева (Аеродром Женева)
  - Цирих (Аеродром Цирих)

- Шведска
  - Стокхолм (Аеродром Арланда)

- Шпанија
  - Барселона (Аеродром Барселона)
  - Мадрид (Аеродром Мадрид)
  - Малага (Аеродром Малага)

## Северна Америка
- Куба
  - Хавана (Аеродром Хавана)

- Сједињене Америчке Државе
  - Вашингтон (Аеродром Далес)
  - Лос Анђелес (Аеродром Лос Анђелес)
  - Њујорк (Аеродром Џон Ф. Кенеди)